# ブリグチニブ
ブリグチニブまたはブリガチニブ（Brigatinib）は、非小細胞肺癌の治療に用いられる分子標的医薬品である。未分化リンパ腫キナーゼ（ALK）や上皮成長因子受容体（EGFR）などを阻害する。
セツキシマブやパニツムマブ等の抗EGFR抗体と併用することで、EGFR C797S変異によるオシメルチニブ耐性を克服することができる。

## 効能・効果
ALK 融合遺伝子陽性の切除不能な進行・再発の非小細胞肺癌

## 作用機序
未分化リンパ腫キナーゼ（ALK）、変異型の上皮成長因子受容体（EGFR）、ROS1、FLT3を阻害する。
ALKは未分化大細胞型リンパ腫（ALCL）の染色体再配列部位から初めて同定された。遺伝学的研究によるとALKの異常な発現は、ALCLに加え特定の非小細胞肺癌（NSCLC）や神経芽細胞腫を進行させる主要因であることが示されている。通常、成人の正常組織でALKは発現しないため、癌治療の標的として非常に有望である。
上皮成長因子受容体（EGFR）もNSCLCにおいて有効な標的であるが、第一世代のEGFR阻害薬に抵抗性を示す患者も存在し、その約50%にはT790M変異（ゲートキーパー変異；阻害薬の親和性を変化させる遺伝子変異）が見られる。ブリグチニブはT790M変異のあるEGFRを標的としながらも、非変異型EGFRは阻害しない。

## 副作用
重大な副作用として、間質性肺疾患（6.3%）、膵炎（頻度不明）、肝機能障害（32.2%）が知られており、特に間質性肺疾患の発現に注意するよう、警告欄に記載されている。
また、20%以上の患者に、高血圧、下痢、悪心、CK上昇、発疹、リパーゼ上昇、アミラーゼ上昇が見られる。

## 承認

### 日本
2021年1月に「ALK 融合遺伝子陽性の切除不能な進行・再発の非小細胞肺癌」の治療薬として厚生労働省より製造販売承認を取得した。

### 米国
2017年4月、「クリゾチニブ投与中に進行した、あるいはクリゾチニブ不認容の未分化リンパ腫キナーゼ遺伝子転座陽性(ALK陽性)の転移性非小細胞肺癌」の治療薬としてFDAより販売許可を取得した。
2020年5月、「成人の未分化リンパ腫キナーゼ遺伝子転座陽性（ALK陽性）転移性非小細胞肺癌」について追加承認を取得し、第一治療薬として用いる事が可能となった。

### 欧州
2018年11月、「クリゾチニブの治療歴を有する進行性未分化リンパ腫キナーゼ遺伝子転座陽性（ALK陽性）の非小細胞肺癌（NSCLC）成人患者」への治療薬として欧州委員会に承認された。
2020年4月、「未分化リンパ腫キナーゼ（ALK）阻害薬による前治療歴のない成人のALK遺伝子転座陽性（ALK陽性）進行性非小細胞肺癌患者に対する単剤療法」について追加承認を取得した。

## 参考資料
1. ↑  “KEGG DRUG: ブリグチニブ”. www.genome.jp. 2021年3月26日閲覧。
2. 1 2  “Discovery of Brigatinib (AP26113), a Phosphine Oxide-Containing, Potent, Orally Active Inhibitor of Anaplastic Lymphoma Kinase”. Journal of Medicinal Chemistry 59 (10):  4948–64. (May 2016). doi:10.1021/acs.jmedchem.6b00306. PMID 27144831.
3. ↑  “Brigatinib combined with anti-EGFR antibody overcomes osimertinib resistance in EGFR-mutated non-small-cell lung cancer”. Nature Communications 8:  14768. (March 2017). Bibcode: 2017NatCo...814768U. doi:10.1038/ncomms14768. PMC 5355811. PMID 28287083.
4. 1 2  “Genotypic and histological evolution of lung cancers acquiring resistance to EGFR inhibitors”. Science Translational Medicine 3 (75):  75ra26. (March 2011). doi:10.1126/scitranslmed.3002003. PMC 3132801. PMID 21430269.
5. 1 2  Zhang, Sen, et al. (2016). “The potent ALK inhibitor brigatinib (AP26113) overcomes mechanisms of resistance to first-and second-generation ALK inhibitors in preclinical models”. Clinical Cancer Research 22 (22):  5527-5538. doi:10.1158/1078-0432.CCR-16-0569.
6. ↑  “アルンブリグ錠30mg／アルンブリグ錠90mg 添付文書”. www.pmda.go.jp. 2021年3月26日閲覧。
7. ↑  “ALK融合遺伝子陽性の切除不能な進行・再発の非小細胞肺癌に対するアルンブリグ®の日本における製造販売承認の取得について”. www.takeda.com. 2021年3月26日閲覧。
8. ↑  Takeda Announces FDA Accelerated Approval of Alunbrig (brigatinib)
9. ↑  “「ALUNBRIG™」(一般名：brigatinib)の ALK陽性転移性非小細胞肺がんに対する米国における販売許可取得について”. www.takeda.com. 2021年3月26日閲覧。
10. ↑  “希少かつ重篤な肺がんと診断された患者に対するファーストライン（一次）治療としてのALUNBRIG®（brigatinib）の米国FDAによる承認について”. www.takeda.com. 2021年3月26日閲覧。
11. ↑  “欧州委員会によるクリゾチニブの治療歴を有する患者に対するALK陽性非小細胞肺がん治療剤「ALUNBRIG®（一般名: brigatinib）」の承認について”. www.takeda.com. 2021年3月26日閲覧。
12. ↑  “ALK陽性非小細胞肺がんに対するファーストライン治療としての ALUNBRIG®（一般名：brigatinib）の欧州委員会による承認について”. www.takeda.com. 2021年3月26日閲覧。